# Limonia acutissima
Limonia acutissima är en tvåvingeart som beskrevs av Alexander 1968. Limonia acutissima ingår i släktet Limonia och familjen småharkrankar.
Artens utbredningsområde är Nepal. Inga underarter finns listade i Catalogue of Life.